# Kriegerdenkmal (Selkirk)

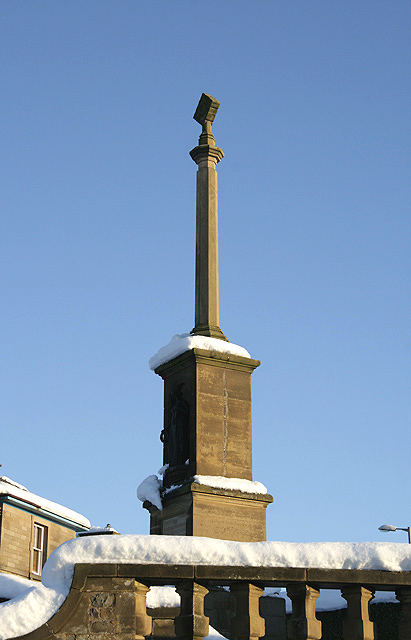
Kriegerdenkmal von Selkirk

Das Kriegerdenkmal von Selkirk ist ein Denkmal in der schottischen Kleinstadt Selkirk in der Council Area Scottish Borders. 1971 wurde das Bauwerk in die schottischen Denkmallisten in der höchsten Denkmalkategorie A aufgenommen.

## Beschreibung
Das Denkmal steht an prominenter Stelle an der Einmündung der Straße The Valley in die Ettrick Terrace (A7). Es wurde 1922 nach einem Entwurf des schottischen Designers Robert Lorimer erbaut. Eine Bruchsteinmauer mit barocken Balustern fasst die in den Hang gebaute Anlage ein. Zentrales Element ist das Denkmal, das auf der zweiten Ebene hinter geschwungenen Mauern gelegen und über wenige Stufen zugänglich ist. In seinem sich verjüngenden Sockel mit quadratischem Grundriss ist eine Platte eingelassen, die der gefallenen Bürger Selkirks im Ersten Weltkrieg gedenkt. Darüber steht eine Bronzeskulptur der Victoria mit Kranz und Schwert in einer rundbogigen Nische. Darüber verjüngt sich das Denkmal zu einem oktogonalen Schaft mit abschließendem Malteserkreuz.
In die zentrale Mauer der ersten Ebene sind bronzene Gedenkplatten eingelassen. Die flankierenden Platten listen die Namen der Gefallenen des Ersten Weltkriegs auf. Auf der mittleren, später hinzugefügten Platte sind hingegen die Gefallenen aus der Stadt Selkirk des Zweiten Weltkriegs aufgeführt.